# Leen Paredis
Leen Paredis (11 februari 1983) is een Vlaamse radiopresentatrice. Ze presenteert het programma "Avondpost" op Radio 2 Limburg, de regionale poot van Radio 2, de grootste radiozender van de VRT.
Paredis liep haar middelbare school in het Humaniora van "Zusters van de Voorzienigheid" in Diest. Haar licentiaatsopleiding radio volgde ze op het RITS, een onderdeel van de Erasmushogeschool Brussel. Tijdens haar studies liep ze stage op de Vlaamse zender FM Brussel. Ook was ze te horen op Studio Brussels Studio Dada, een programma waarop aanstormende radiotalenten zich mogen presenteren.